# 艾伯特親王鎮 (西開普省)

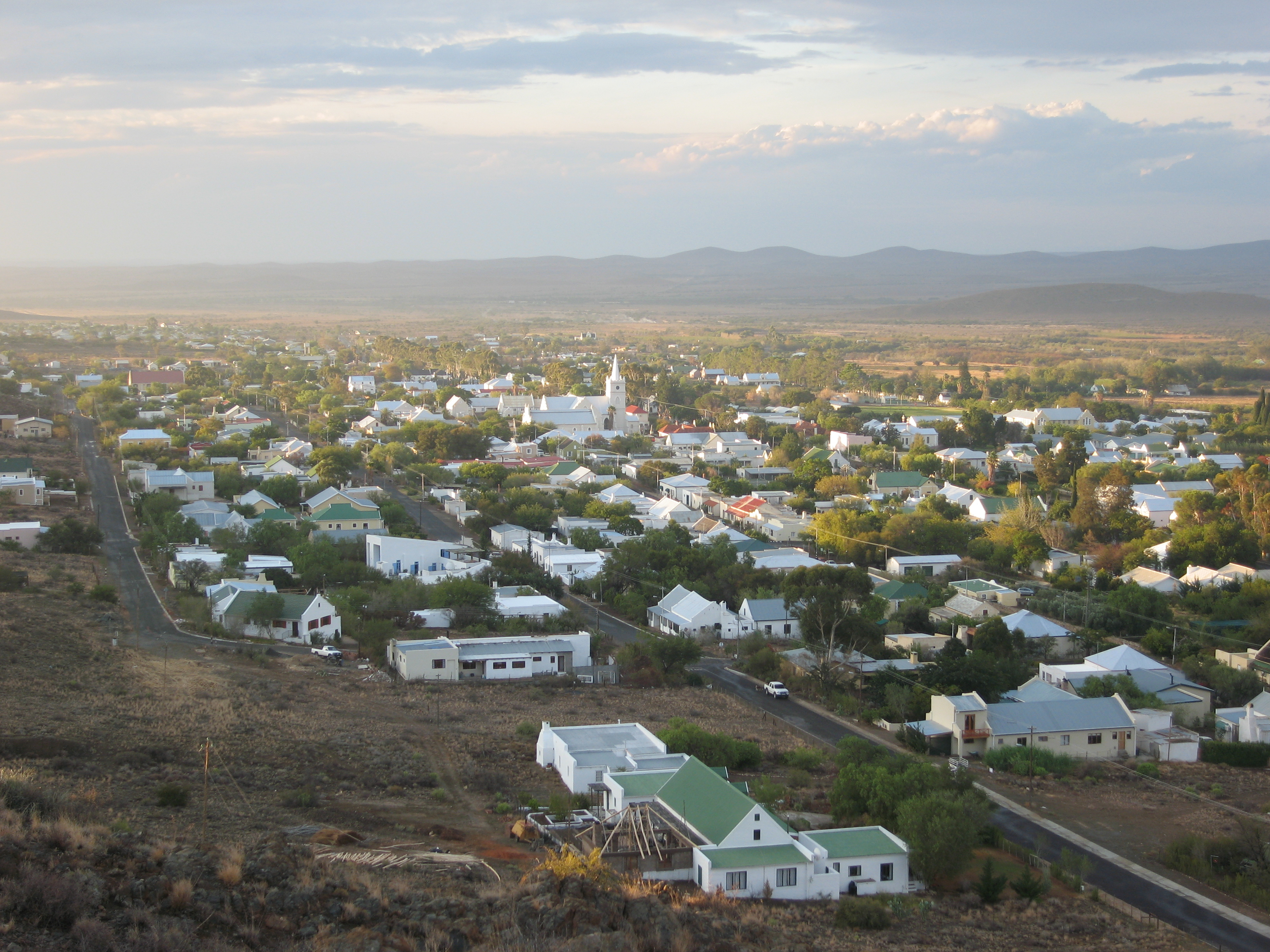
艾伯特親王鎮

艾伯特親王鎮是南非的城鎮，位於該國南部，由西開普省負責管轄，距離開普敦約400公里，始建於1842年，面積25.9平方公里，2001年人口5,217，人口密度每平方公里約200人。